# Razgrad (tỉnh)
Tỉnh Razgrad (Област Разград) là một tỉnh ở đông bắc Bulgaria. Về mặt địa lý, tỉnh này thuộc vùng Ludogorie.

## Các đô thị
Thành phố chính của tỉnh này là Razgrad, ngoài ra còn có các đô thị khác như Isperih, Kubrat, Loznitsa, Samuil, Tsar Kaloyan, và Zavet.

## Nhân khẩu
Dân tỉnh Razgrad gồm nhiều dân tộc, không có dân tộc nào chiếm tỷ lệ đa số tuyệt đối theo số liệu điều tra dân số năm 2001.
Dân tộc chính của tỉnh này gồm: Thổ Nhĩ Kỳ (71.963), người Bulgaria (67.069) và Roma (8.733).